# Mitreo del Palazzo Imperiale
Il Mitreo del Palazzo Imperiale era un mitreo, luogo di culto del mitraismo, che si trovava nella regio I della città romana di Ostia.

## Descrizione
Il mitreo si trova nel settore nord occidentale della città, poco distante dal Tevere, all'interno dell'area del cosiddetto Palazzo Imperiale, che in effetti non si crede fosse appartenuto all'imperatore, quanto piuttosto a suoi familiari. Il mitreo si trova vicino all'angolo nord ovest del vasto cortile porticato.
L'edificio di culto, che fu scavato nel 1860-1861 da Carlo Ludovico Visconti, misura circa 16,75 x 5,30. Il muro occidentale è in opus mixtum, il muro meridionale in opus latericium, il muro settentrionale è costruito con piccoli blocchi di tufo, mentre quello orientale è costituito da cinque pilastri in mattoni, tra i quali ci sono muri in latericium e piccoli blocchi di tufo. Nel muro orientale sono presenti una porta e una finestra, sotto la quale c'è una nicchia quadrata. Tutte le pareti erano decorate con intonaco rosso senza alcun motivo decorativo.
Il mitreo ha l'usuale pianta rettangolare, con le banchine poste lungo i lati lunghi, un pavimento mosaicato tra queste, e l'altare opposto alla parete di ingresso. Nell'angolo sud-orientale c'è una piccola nicchia quadrata dove sono state trovate delle lampade, ed altri reperti.
Il mitreo subì degli interventi databili alla fine del III secolo d.C., grazie ai quali divenne accessibile direttamente dal cortile, e nel III secolo d.C. quando fu aggiunto un vestibolo.

## Iscrizioni
La base dell'altare reca un'iscrizione:
```
in
 
latino
 
 C(aius) CAELIVS HERMEROS / ANTISTES HVIVS LOCI / FECIT / SVA PEC(unia)
, "Caio Celio Ermerio, sorvegliante di questo luogo, lo fece con i suoi soldi"
```

Questa stessa iscrizione era posta alla base delle statue Cautes e Cautopates, oggi esposte ai Musei Vaticani.
Sempre sulla base di queste statue si trova l'iscrizione:
```
in
 
latino
 
 POSITI XV K(alendas) / FEBRARIAS / Q(uinto) IVNIO RVS /TICO /L(ucio) PLAVT(io) / AQVILIN(o) / CO(n)[s(ulibus)] 
, "Posto alle XV calende di gennaio, Quinto Giunio Rustico e Lucio Plauzio Aquilino, consoli ([162 d.C.])."
```

Infine il mosaico pavimentale reca le due identiche iscrizioni:
```
in
 
latino
 
  SOLI INVICT(o) MIT(hrae) D(onum) D(edit) L(ucius) AGRIVS CALENDIO 
, "Lucio Agrio Calendio diede in dono all'invincibile Sole Mitra."
```